# All Systems Go! (album)
All Systems Go! is het derde studioalbum van DI-RECT, en kwam uit in 2005.
Op dit album worden de genres punk, rock en pop met elkaar gemixt. Vier nummers van het album zijn als single uitgebracht.

## Nummers
| 1.                 | Hey Boy                           | 3:12 |
| 2.                 | Hungry For Love                   | 3:57 |
| 3.                 | Cool Without You                  | 3:23 |
| 4.                 | Stuck In The Middle               | 3:03 |
| 5.                 | 12345                             | 2:27 |
| 6.                 | Noir                              | 3:19 |
| 7.                 | Angel Dust                        | 4:05 |
| 8.                 | The World's Gone Crazy            | 2:58 |
| 9.                 | Sell Your Soul                    | 3:39 |
| 10.                | Webcam Girl                       | 2:57 |
| 11.                | Blind for You (ft. Wibi Soerjadi) | 3:45 |
| 12.                | Underground Café                  | 3:31 |
| Totale duur: 40:16 |                                   |      |

## Bezetting
- Tim Akkerman - zang
- Frans van Zoest - gitaar
- Bas van Wageningen - basgitaar
- Jamie Westland - drums

## Productie
- Producer - Edwin Jansen
- Fotografie - Ron Tetteroo